# Le Cri de la mouette
Le Cri de la mouette és una novel·la autobiogràfica d'Emmanuelle Laborit amb la col·laboració de Marie-Thérèse Cuny, publicada el setembre de 1994 per l'editor Robert Laffont a la col·lecció 'Vécu'. Dins d'aquest llibre, que ha estat traduït a deu idiomes, Laborit, sorda des del naixement, ressegueix els seus records d'infantesa, el seu aprenentatge del llenguatge de signes, la seva adolescència, un període difícil en què intenta forjar la seva pròpia personalitat, ajudada per la seva germana.
Nascuda en un petit poble de França, els seus pares no entenen per què no parla, si quan tanquen una porta o quan aplaudeixen, posa atenció. Per això, decideixen portar Emmanuelle, durant tres anys, a un especialista, que detecta immediatament la sordesa de la petita. Els seus pares no s'ho volen creure, però han d'afrontar els fets. L'atenció que presta Emmanuelle és deguda a les vibracions del terra. Aleshores, la seva mare crea una relació de forta intimitat amb la seva filla, mentre que el seu pare, sobretot per la seva feina, però també per la discapacitat del seu fill, manté una relació més distesa amb la seva filla. Un dia, quan Emmanuelle tenia set anys, el seu pare va sentir parlar de "llengua de signes" a la ràdio. Porta la seva filla a Vincennes perquè aprengui aquesta "llengua". Finalment tindrà una identitat real. Més tard, neix la seva germana petita, Marie. Emmanuelle va amb els seus pares a Washington per descobrir la forma de vida de les persones sordes nord-americanes. En particular, aprèn a dir "Maria" en llengua de signes. A onze anys va ingressar a sisè a les classes del Morvan, però allà estava prohibit expressar-se en llengua de signes. La jove està indignada per haver dedicat tants esforços a aprendre la llengua de signes i no poder-la utilitzar. Amb tretze anys, Emmanuelle decideix deixar de costat els seus estudis, indignada per tot el que està passant. Dominada per l'adolescència, vol trobar l'amor i coneix un jove sord amb qui sortirà. Als seus pares no els fa gràcia. Amb ell, intercanvia el seu primer petó. Però, aquest amor acaba un dia en una festa, quan Emmanuelle el troba amb una altra noia, i decideix fugir, plorant sota un edifici fins a la matinada. Cada vegada comença a tornar a casa més tard, saltant-se l'escola. Durant una passejada amb els seus amics, Emmanuelle és arrossegada a sis estacions de policia i passa la nit en presó a causa d'una estupidesa dels seus amics, i els seus pares la recolliran l'endemà en una altra comissaria. Tota aquesta història assenyala a la nena encara més. Quan els seus pares van descobrir que s'estava saltant de l'escola, aleshores ella els promet que no ho tornarà a fer mai més i compleix la seva promesa, però no fa res a classe. Un dia, amb setze anys, intenta robar uns texans amb una altra xicota, totes dues són arrestades. Per sort, les deixen anar. Amb prou feines hi ha un diàleg entre el seu pare i ella. Els seus pares es divorcien més tard. Emmanuelle fa festes, amb cigarrets, alcohol, drogues, però després de passar tots els límits, deixa de fer estúpides.
La jove construeix plans per al futur, comença a actuar i participa en una pel·lícula. Un dia, dins d'una comunitat sorda, parlen amb ella sobre la SIDA, i admet que va tenir la gran sort de no haver estat infectada. La seva mare continua repetint el vell refrany: "Passa primer el batxillerat". Aleshores, intenta passar-ho en va. Se li ofereix un implant coclear per col·locar-lo a l'oïda interna que li permetrà escoltar. Però es nega perquè vol quedar-se com és i acceptar la seva diferència. Intenta aprovar el batxillerat per segona vegada i l'obté amb 16/20 en una prova. A continuació, toca en una obra Les Enfants du silence, on és seleccionada pels 'Molières' i guanya el 'Molière a la revelació teatral' per la seva interpretació en la versió teatral de la pel·lícula "Fill d'un Déu menor", convertint-se en la primera persona sorda a guanyar-ne una. Al final, es queixa perquè en un article que indica l'obtenció del seu Molière a partir de la revelació teatral, s'indica que és una sordmuda tot i que no és muda. També diu que no coneixia ni a França ni a Europa un llibre escrit per una persona sorda.